# Cratere Momoy
Momoy è un cratere sulla superficie di Titano.